# Федеральное ведомство уголовной полиции Германии

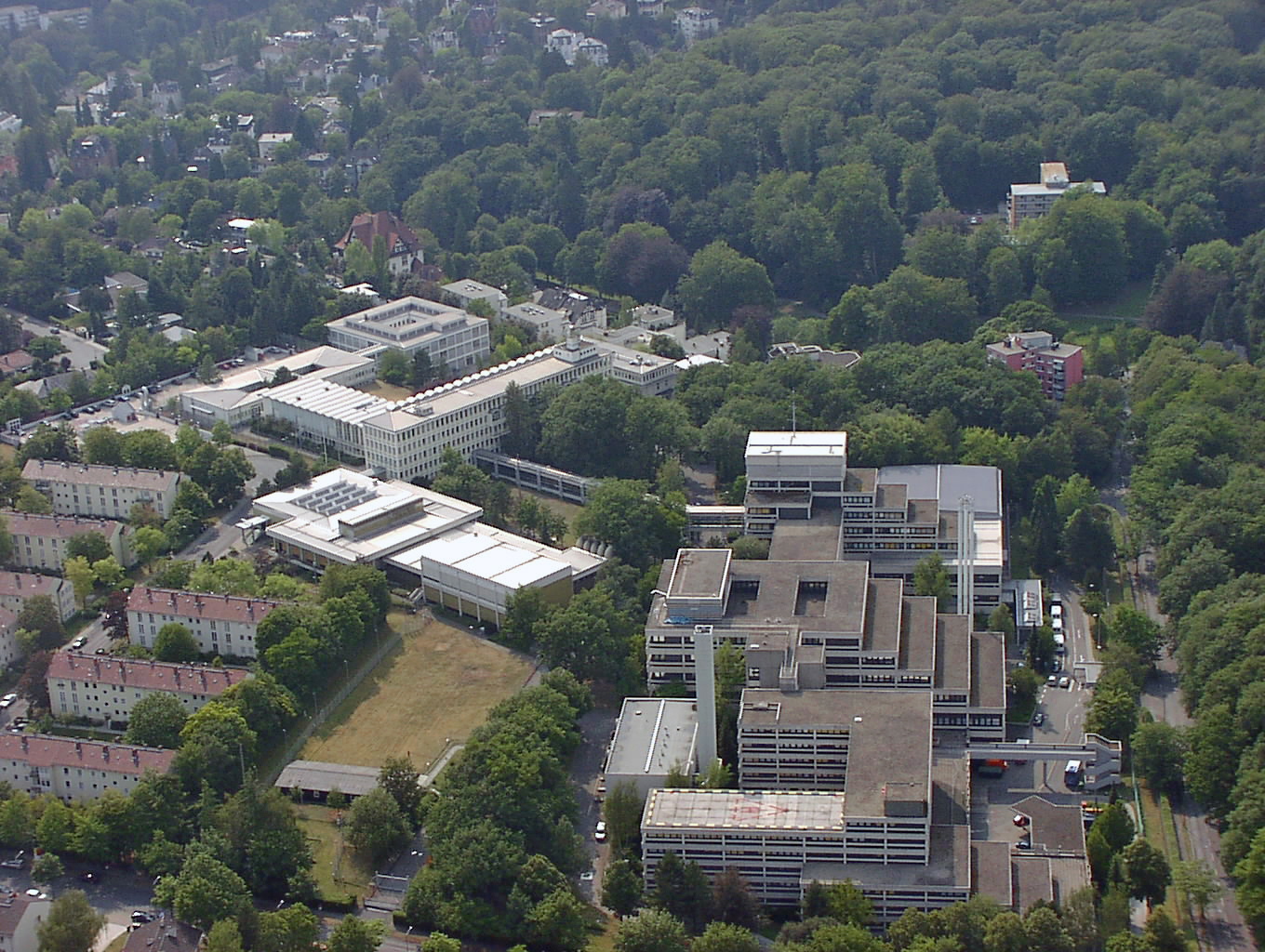
Штаб BKA в Висбадене

Федеральное ведомство уголовной полиции Германии или Федеральное ведомство по уголовным делам (нем. Bundeskriminalamt или BKA) — федеральное уголовное ведомство в Федеративной республике Германия, подчиненное Министерству внутренних дел Германии, со штаб-квартирой в Висбадене. Наряду с Федеральной полицией и Полицией при Бундестаге Германии, это одно из трех правоохранительных ведомств федерального уровня. Является центральным органом немецкой уголовной полиции, занимается расследованием уголовных преступлений и координацией действий правоохранительных органов, направленных на борьбу с преступностью в тесном сотрудничестве с полицией земель Германии и территориальными органами уголовного розыска, Landeskriminalamt . Его функции похожи на функции Федерального бюро расследований в США или Национальной полиции Франции.
Федеральное ведомство уголовной полиции Германии представляет Германию в Интерполе.